# Jug band
Pour les articles homonymes, voir Jug.

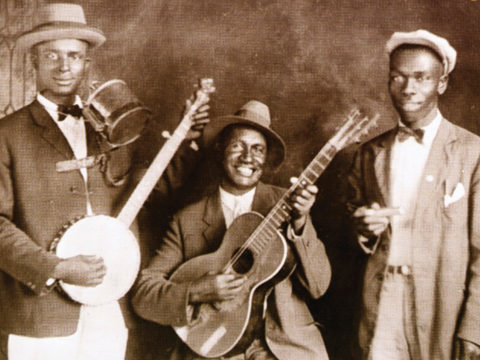
Les Cannon's Jug Stompers vers 1928.

Un jug band (littéralement : groupe « pichet », le terme jug désignant un pichet en anglais,) est un groupe de musique composé de musiciens qui utilisent à la fois des instruments traditionnels et des instruments bricolés. On y trouve donc pèle-mêle des instruments à cordes classiques (banjo, violon, guitare), des cuivres, des harmonicas à côté d'objets modifiés ou adaptés pour produire des sons comme le kazoo, la contrebassine (en anglais washtub bass), la planche à laver (en anglais washboard), des cuillères servant de percussions, des seaux, des os, des lames de scie ou encore un peigne recouvert de papier de soie. Les jug bands sont également appelés skiffle bands, spasm bands ou juke bands.
Si la musique de jug band est née à Louisville dans le Kentucky au début du XXe siècle, c'est à Memphis dans le Tennessee qu'elle s'est véritablement développée.
Les premiers jug bands étaient typiquement composés de musiciens noirs américains issus de vaudeville ou de medicine show (des spectacles populaires nomades du XIXe siècle). Ils ont commencé par jouer un mélange de Memphis blues (même avant qu'il n'ait été formellement appelé le blues), de ragtime et de jazz. L'histoire des jug bands est rapprochée du développement du blues. La musique informelle et énergique des jug bands visait à faire danser le public et a ainsi contribué au développement du rock 'n' roll.
Les jug bands les plus connus de Memphis étaient des petits groupes se produisant exclusivement dans la rue. Ces derniers avaient leur propre style de blues, utilisant la guitare, l'harmonica, le banjo et un pichet pour accompagner leur blues et des chansons de danse.

## Le jug band à ses débuts

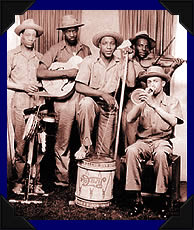
Le Memphis Jug Band.

Les premiers jug bands à enregistrer étaient les jug bands de Louisville et de Birmingham. Ils ont joué du jazz d'orchestre populaire, utilisant le pichet comme un élément novateur. La chanteuse de blues de vaudeville Sara Martin et le chanteur de country Jimmie Rodgers ont employé ces groupes sur leurs enregistrements.
Les jug bands du secteur Memphis ont été plus fermement enracinées dans le blues de pays et des traditions Afro-américaines précédentes. Will Shade, du Memphis Jug Band, et Gus Cannon du groupe Jug Stompers ont enregistré les grandes chansons qui sont devenues un classique pour les jug bands postérieurs : entre autres, Stealin’, Jug Band Music, On the Road Again, Whoa, Mule, Minglewood Blues, Walk Right In.

### Les instruments bricolés
- Jug : récipient (pichet, cruche, carafe), généralement en verre ou en grès, utilisé comme instrument à vent.
- Contrebassine : sorte de contrebasse fabriquée à partir d'une bassine servant de caisse de résonance, d'un bâton pour faire le manche et d'une seule corde (souvent du type corde à linge).
- Kazoo artisanal : il peut être constitué d'un peigne recouvert de papier de soie.
- Planche à laver (washboard) : instrument de percussions fait d'une planche à laver, généralement en métal, portée sur le torse et frappée avec des dés à coudre ou des cuillères.
- Cuillères : 2 cuillères posées dos à dos et frappées sur la cuisse pour marquer le rythme.
- Banjo : le premier instrument de Gus Cannon était un banjo fabriqué à partir d'une poêle et d'une peau de raton laveur.

## La reprise du jug band

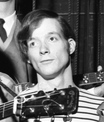
Fritz Richmond au début des années 60

The Orange Blossom Jug Five est un groupe qui a fait l'un des premiers enregistrements de la reprise de jug bands d'ère populaire. Il enregistra l'album « Skiffle in Stereo » en 1958.  C'était aussi le premier enregistrement du chanteur de chansons folkloriques de New York Dave Van Ronk, avec Sam Charter, l'auteur de « The Country Blue » et sa femme Ann, plus connue sous le nom de Len Kunstadt, la copropriétaire de la maison de disques Spivey (Spivey Records). Van Ronk revisiterait le genre en 1964 avec l'album Dave Van Ronk and the Ragtime Jug Stompers, un classique moderne, quoique sa guitare de ragtime et son répertoire aient influencé beaucoup de jug bands ultérieurs. Jolly Joe's Jug Band  est un groupe de reprise notable ; le jug band est dirigé par Joe Bussard et a sorti des albums sur son propre label : Fonotone.
Walk Right In de Gus Cannon a été reprise par The Rooftop Singers en 1963 et est devenu un hit #1. C'est la première fois qu'un titre de jug band arrivait en tête d'un hit-parade. Ce succès a valu au groupe une apparition au Festival Populaire de Newport de la même année. La reprise de la chanson a également été une aubaine pour son auteur, Gus Cannon, puisque cela lui permit de retourner dans les locaux de Stax Records et d'y enregistrer un dernier album à 79 ans. L'album, appelé Walk Right In, est composé de chansons avec Gus Cannon au bango, accompagné par ses amis Will Shade au pichet et  Milton Roby à la planche à laver.
Ce bref regain d'intérêt pour le genre a suscité la formation de quelques jug bands qui ont atteint une renommée nationale. Parmi eux, nous pouvons citer le jug band de Jim Kweskin de Boston, qui a enregistré pour la maison de disques Vanguard. Dans le groupe, le musicien  Fritz Richmond jouait de la contre-bassine. Ce dernier a joué, plus tard, du pichet sur la chanson de Wareen Zevon : I'll Sleep When I'm Dead.
The Even Dozen Jug Band de New York était la réponse du label Elektra au Kweskin jug band. Il a représenté, entre autres : Maria D'Amato, Joshua Rifkin, David Grisman, Stefan Grossman, John Sebastian et Steve Katz. Maria D'Amato a ensuite rejoint le groupe de Jim Kweskin, épousant plus tard le guitariste  Geoff Muldaur. À Austin, au Texas, The 13th Floor Elevator était un jug band qui avait la particularité d'utiliser des sons électriques, où Thommy Hall était le joueur de jug électrique. Une reprise semblable a commencé au Royaume-Uni dans les années 1960. On vit un certain nombre de jug bands apparaître à la fin des années 1960, en plus des orchestres skiffle, comme le jug band Anglo-américain Ffilharmonious Jug Band (en).
Les musiciens jouant dans des groupes de reprise de jug bands ont continué à former d'autres orchestres. John Sebastian a fondé le groupe de musique pop The Lovin' Spoonful et plus tard, il a continué en solo et est devenu un artiste à succès. Country Joe and the Fish venait du jug band : The Instant Action. Mungo Jerry, qui s'est développé comme groupe de blues, était en réalité un jug band lors de ses premiers concerts et enregistrements, grâce à l'utilisation de la cruche par Paul King et de la planche à laver par Joe Rush.  Un autre groupe avec des racines de jug bands était le Grateful Dead. Jerry Garcia, Bob Weir, and Ron « Pigpen » McKernan faisaient partie du Mother McCree's Uptown Jug Champions avant la formation du groupe The Warlocks, qui est par la suite devenu Grateful Dead. Un CD de la musique  Mother McCree's Uptown Jug Champions a été enregistré en 1964 et est sorti en 1999. Maria Muldaur, Geoff Muldaur, David Grisman et Stefan Grossman ont continué leur carrière solo avec réussite.
Les hommages de pop rock à la musique de jug bands incluent Willie and the Poor Boys par Creedence Clearwater Revival et Jug Band Music par  The Lovin' Spoonful. The Spoonful a également repris les vieilles chansons. En plus du faire des versions de chansons du répertoire de jug band classique sur leur premier album  Do You Believe In Magic (1965), Blues In The Bottle, Sportin' Life, My Gal, Fishin' Blues et Wild About My Lovin’, John Sebastian a utilisé la mélodie de Gus Cannon Prison Wall Blues dans la composition de sa chanson Younger Girl. En effet, la chanson Do You Believe In Magic, qui a fait partie du top 10 à l'époque, a fait ressortir le ton lyrique du genre :  If you believe in magic, don't bother to choose / If it's jug band music or rhythm and blues / Just go and listen, it'll start with a smile / That won't wipe off your face no matter how hard you try.  (Littéralement : « si vous croyez en la magie, ne vous donnez pas la peine de choisir / si c'est la musique de jug band ou le rhythm and blues / vas juste et écoute, ça commencera par un sourire / qui ne s'effacera pas de votre visage, peu importe combien durement vous essayez. ») Ce lyrisme dans le jug band a remporté l'adhésion du public et a contribué à la longévité du genre.
Les jug bands ont continué à exister et se développer jusqu'à aujourd'hui. John Sebastian mène toujours la J-bande. Ce groupe est non seulement composé de musiciens de la reprise populaire moderne comme Fritz Richmond de l'orchestre de Kweskin, mais aussi de Yank Rachell, joueur de mandoline et leader de jug bands depuis les origines du genre. Quelques orchestres restent fidèles aux racines. D'autres étendent continuellement le répertoire de jug band pour inclure d'autres musiques folkloriques, la musique populaire, le jazz et des formes de musique classiques, comme The Juggernaut Jug Band de Louisville (formé à la fin des années 1960, The Cincinnati Dancing Pigs, The Carolina Chocolate Drops, The Hobo Gobbelins, The Kitchen Syncopators et The Inkwell Rhythm Makers.
The Jugadelics, un groupe situé dans le Connecticut, continue les traditions du genre : ils emploient instruments tant faits maison que traditionnels en infusant leur propre matière original dans le style du jug band. À San Francisco, il y a le jug band de Devine, qui est un des rares jug bands qui utilisent en réalité un ventilateur de pichet à plein temps. À Bay Area, Maria Muldaur, a formé un nouveau jug band appelé Garden of Joy Jug Band. Dans le Connecticut, le Bluelights  incorpore le blues avec le répertoire de ragtime habituel. Dans le Tennessee, Jake Leg Stompers continue le style Memphis traditionnel. The South Austin Jug Band est un groupe du Texas qui joue des variations plus récentes sur la musique traditionnelle, mais n'inclut pas de joueur de pichet et n'a aucune relation avec le précédent jug band d'Austin, au Texas. Quant au jug band de Philadelphie, il a joué de manière traditionnelle et inchangé pendant plus de 45 ans.

### Concours
Il existe un concours annuel des jug bands (Annual Battle of the Jug Bands) à Minneapolis, dans le Minnesota, depuis 1980. Plus de vingt jug bands rivalisent pour le trophée « Coveted Hollywood Waffle Iron », y compris The Jook Savages, un jug band qui a précédé l'orchestre de Kweskin et qui existe toujours. La compétition est tenue le dimanche après le Super Bowl.
Le Festival du jug band de San Francisco annuel est tenu à San Francisco, en Californie chaque août. Il y a également un « JugFest » où se réunissent des jug bands chaque septembre à Sutter Creek, en Californie. Ces deux derniers sont gratuits et se déroulent à l'extérieur. Les festivals représentent une large variété de jug bands durant une journée.

### Documentaire
Un documentaire par Todd Kwait de l'histoire et de l'influence de musique de jug bands, “Chasin 'Gus Ghost'”, a d'abord été représenté au Festival de jug bands de San Francisco 2007. Le film présente de nombreux musiciens connus lors d'entretiens et de concerts, y compris John Sebastian, Jim Kweskin, Geoff Muldaur, David Grisman, Fritz Richmond, Maria Muldaur et Bob Weir  de the Grateful Dead, ou  encore Taj Mahal (le chanteur du groupe de Gus Canon). Beaucoup de ces musiciens se sont produits au Festival du jug band de San Francisco. Le film Chasin 'Gus Ghost' a également été présenté au Festival du film de Woodstock.

## Le jug band post-moderne
Les années 1990 et la première décennie des années 2000 ont vu naître une autre génération de reprise de jug band qui est considérée comme le mouvement de jug band post-moderne. Ces orchestres s'étendent de traditionalistes (couvrant les années 1920, le jazz des années 1930 et le blues) aux modernistes et des post-modernistes (créant la nouvelle musique à partir de l'instrumentation du jug band et de l'esthétique). Ce genre de mouvement s'est développé à New York (se concentrant sur le côté est inférieur et Brooklyn), en Californie du Sud (principalement le secteur de Los Angeles), à San Francisco et dans le nord-ouest du Pacifique. Une liste de jug bands actuellement actifs peut être trouvée à la Société de Musique Jugband.
Parmi les Jug bands de cette ère, il y a Washboard Jungle qui a commencé à jouer un répertoire populaire, mais a finalement inclus des échantillonneurs électroniques et des appareils électroménagers. Par le biais de leur musique à base d'une planche à laver et influencée de punk, ils ont créé un son original dans l'esprit du jug band.
The 12th Street Stompers, Bill Carney's Jug Addicts, The No Good Redwood Ramblers, The Easy Rollers, et Lavay Smith & Her Red Hot Jug Band sont d'autres jug bands actuels.
Quant aux groupes prédominants du Nord-ouest du Pacifique, nous pouvons noter : The Crow Quill Night Owls, The Kitchen Syncopators, The Blair Street Mugwumps, The Gallus Brothers, the Crawdads of Pure Love, et The Inkwell Rhythm Makers.

## Le jug band en France
Le jug band n'est pas aussi répandu en France. Néanmoins, quelques artistes français utilisent des caractéristiques du style jug band dans leur musique. Le plus célèbre est Steve Waring, un compositeur-interprète né en Pennsylvanie. Ses influences musicales sont le blues et la musique traditionnelle (entre autres, Leadbelly et Dave Von Ronk). Arrivé en France en 1965, il est l'un des pionniers de la guitare acoustique américaine en France. Dans les années 1980, il se lance dans la musique folklorique pour enfants. Depuis, il est un artiste incontournable du genre.
Les Jambons, un groupe nantais de chansons humoristiques, reprend des éléments du jug band. Les poubelles boys eux, donnent aussi dans le recyclage. Leur style ressemble plus à celui des VRP qu'au Memphis blues, mais ils ont une section cuivre composée de kazoo, d'une contrebassine et d'une batterie fabriquée avec divers ustensiles de cuisine, boites de conserve et tuyaux.
Les représentants actuels du jug band français sont les groupes Sweet Mama (ayant pris au fil du temps une orientation plus "jazz" avec l'inoxydable Cajoune Girard à la washboard !) et le Gourville Jug Band, tous les deux issus du Poitou-Charente. 

## Jug bands célèbres
- Will Batts
- Jed Davenport
- Gus Cannon's Jug Stompers
- The Dixieland Jug Blowers
- Clifford Hayes
- Dr. West's Medicine Show & Junk Band
- Jack Kelly's Jug Busters
- Jack Kelly
- Noah Lewis
- Memphis Jug Band
- Dan Sane
- Mungo Jerry
- Mama Shakers

### Évènements
- Jugband.org
- Jug Band Hall of Fame
- National Jug Band Jubilee
- California Jug Band Association
- Minneapolis Battle of the Jug Bands

### Médias
- Chasin' Gus' Ghost jug band documentary
- "But Only Use a 10-Cent Comb", Time, December 27, 1963
- "Jug Band Hootenanny: Local folkies gather to honor down-home, old-timey music", Minnesota Daily, February 10, 2005